# Emmanuel Chain
Pour les articles homonymes, voir Chain.
Emmanuel Chain, né le 5 août 1962 à Neuilly-sur-Seine (Seine), est un producteur, journaliste et ancien animateur de télévision français. 
Il est notamment connu pour avoir animé sur la chaine M6, de 1988 à 2003, l'émission économique Capital, pour laquelle il remporte personnellement trois 7 d'or.

## Biographie

### Famille
Né en 1962 à Neuilly-sur-Seine, Emmanuel Chain est le fils de François Chain, médecin neurologue et de Marie-Claire Cornély, psychothérapeute.

### Études et débuts professionnels
Emmanuel Chain suit des études secondaires au collège Stanislas de Paris et au lycée Henri-IV et sort diplômé d'HEC, dans la promotion 1985, où il est le condisciple de François-Henri Pinault. Il est de 2015 à 2018 le président de l'association des anciens élèves, HEC Alumni. 
En 1985, il commence son parcours professionnel à la division marketing de BSN avant de devenir chef de groupe du même département, à Turin, pour le groupe Danone.
En juillet 1987, il entre comme stagiaire à France Inter, grâce au soutien de l’un de ses anciens professeurs, le journaliste Guillaume Durand.

### Carrière d’animateur et de dirigeant
En 1987, Emmanuel Chain devient animateur de télévision sur M6, où il présente l'émission M6 Finances, un clip financier quotidien sponsorisé par le Crédit Lyonnais.
Le 17 septembre 1988, est diffusé pour la première fois le magazine économique Capital, qu'il a créé et qu'il présentera jusqu'en 2003. Diffusé régulièrement le dimanche soir en première partie de soirée, dans une case horaire jusque-là peu propice pour M6, cette émission de reportages sur la vulgarisation de l'économie contribue pour une certaine part au succès de la chaîne. L’émission reçoit notamment en 1996 le 7 d'or du meilleur magazine télévisuel (catégorie Débats). Emmanuel Chain, quant à lui, reçoit en 1997 le 7 d'or du meilleur animateur de magazine de société, en 1998 celui de la meilleure réalisation et en 1999 et 2001 celui de la meilleure émission d’information de débat et de société. Du fait du succès d’audience de l'émission, l'animateur est, de 1997 à septembre 1999, nommé directeur de l’Information et des magazines d’information de M6. 
Parallèlement, il anime sur Canal J l'émission Regarde le monde de 1993 à 1995 et, de juin 1996 à septembre 1999, il préside Capital Productions S.A., une filiale de M6.
Le 12 décembre 1996, il est l’un des trois journalistes (avec Michel Field et Alexandre Adler), choisis pour interroger sur TF1, lors de l'émission spéciale « Les Français s'intéressent, le président répond » présentée par Guillaume Durand, le président de la République Jacques Chirac. Il se fait remarquer — et quelque peu décrier — par son côté « fonceur », n'hésitant pas à « bousculer » le président par ses questions incisives, ne supportant plus « la langue de bois qu'il entendait depuis une heure ». Il reconnaîtra cependant plus tard avoir été « trop abrupt, trop impatient » ;
De 2003 à 2004, il présente sur Canal+, pendant une saison, l'émission d'actualité Merci pour l'info, sur la case horaire 19-20 heures de Nulle part ailleurs, qu'il remplace. L'émission ne convainc pas et est remplacée l’année d’après par Le Grand journal avec Michel Denisot. En 2004, il anime le vendredi soir sur M6 le magazine Soyons directs qui sera arrêté au bout de deux mois, avant de produire des magazines comme Sept à huit sur TF1.
Avant la tenue du référendum sur le projet de constitution européenne du 29 mai 2005, il est l'un des trois intervenants pour M6, avec Jean-Luc Delarue pour France 2 et Marc-Olivier Fogiel pour France 3, dans l'émission Référendum : en direct avec le président présentée par Patrick Poivre d'Arvor, puis il anime l'émission L'Europe : stop ou encore.
Le 29 mars 2010, il fait son retour sur TF1 avec l'émission d'actualités Haute Définition diffusée en première partie de soirée.
En 2012, à l'invitation de Catherine Nayl, alors directrice de l’information de TF1, il participe à la réflexion sur l’évolution du journal télévisé de 20 heures de la chaîne.

### Producteur de télévision
En 1999, Emmanuel Chain crée avec Thierry Bizot la société de production télévisuelle Éléphant et Cie (devenue depuis Elephant). La société lance en 2000 le magazine Sept à huit sur TF1. Plus récemment, ELEPHANT a produit les séries La Stagiaire, Le Mystère du Lac, Le Tueur du Lac, Peur sur le Lac, Parents mode d'emploi, WorkinGirls, les magazines Les Rencontres du Papotin, Le Grand Oral (via son label Kiosco.TV), Le Monde de Jamy, Les Pouvoirs extraordinaires du corps humain, ainsi que plusieurs programmes destinés aux plateformes de streaming, comme Weekend Family. La société compte comme animateurs de ses émissions plusieurs vedettes : Adriana Karembeu, Michel Cymes, Harry Roselmack (notamment présentateur de Sept à huit), Leïla Kaddour et Laurent Ruquier. 
La société a également produit World Poker Tour pour Canal+, Droit d'inventaire pour France 3, Cactus pour Paris Première, ainsi que Les 100 Français qui font bouger la France, ou plus récemment la série Fais pas ci, fais pas ça pour France 2.
En décembre 2004, il intègre sa société au sein de Sparks, un réseau international de sociétés de productions indépendantes, qui mettent en commun leurs concepts et leurs réalisations.
De 2005 à 2010, il se consacre exclusivement à son métier de producteur au sein du Groupe Elephant.
En juillet 2012, la société produit en exclusivité mondiale un documentaire sur l’athlète jamaïcain Usain Bolt, diffusé vingt-quatre heures avant l’ouverture des Jeux olympiques de 2012 sur France 2 et, en même temps, sur la BBC, la NHK et en Chine.
En 2016-2017, il produit le magazine télévisé AcTualiTy, présenté quotidiennement par Thomas Thouroude sur France 2 à 17 h 50. L'émission est arrêtée avant la fin de la saison en raison de faibles audiences. En mars 2017, Invitation au voyage, une quotidienne d'évasion, est lancée sur ARTE. Sur France 2, Fais pas ci, fais pas ça fait ses adieux au public à l'issue de la 9e saison, mais reviendra pour un double-épisode de Noël en 2020. La même année, la société s'agrandit avec la création des labels Breath Film et Kiosco.TV.
En 2021, le studio Nolita intègre ELEPHANT.
Début 2022, Emmanuel Chain, via ELEPHANT International (Sandra Ouaiss), produit la première création originale française de la plateforme Disney+ : Week-end Family. La série est renouvelée pour une saison 2. Quelques mois plus tard, ELEPHANT, via son label Breath Film, lance la première série documentaire de la plateforme, Soprano : à la vie, à la mort. Le 30 juin de la même année, sa société crée l'événement en produisant pour France 2 le documentaire Un président, l'Europe et la guerre, réalisé par Guy Lagache. Le film, tourné lors des prémices de la guerre en Ukraine, dévoile en exclusivité des échanges téléphoniques entre Emmanuel Macron et ses homologues européens, dont Vladimir Poutine. La société s'agrandit une nouvelle fois en septembre 2022, avec la création d'un nouveau label dédié aux documentaires, EverProd.

#### Conflit d'intérêt présumé
Alors que sa société, Elephant At Work, « a été choisie pour filmer tous les débats et déplacements organisés par la ministre » du logement Christine Boutin, Emmanuel Chain est aussi le producteur de l'émission Ils font bouger la France sur France 2 qui reçoit cette même ministre le 14 octobre 2008.

### Autres activités
Emmanuel Chain est membre du club Le Siècle et du club Galilée (un groupe de réflexion [« think tank »] professionnel), du programme Young Leader de la French-American Foundation (1999). 
Il est membre du conseil d'administration du Forum d'Avignon - Culture, économie, média et administrateur indépendant de la société Soft Computing avec François-Henri Pinault (fils de François Pinault).
Il est également à l'origine, en 2007, du premier « Salon de la Télé ».

### Collaborations
En 2006, Emmanuel Chain participe au séminaire organisé par le think tank « En Temps réel », dont le thème est : « presse d’aujourd’hui, presse de demain : l’information et ses modèles économiques ».
En décembre 2011, il participe à la table ronde « Les expertes existent-elles ? » durant le colloque « L’image des femmes dans les médias » organisé à l’Assemblée nationale. À la même date, il participe à un débat organisé par le MEDEF Paris, sur le thème « Entreprendre dans l’Audiovisuel ».
En janvier 2017, il est présent à une conférence d'Emmanuel Macron au Liban, mais dément le soutenir pour l'élection présidentielle de 2017,.

### Vie personnelle
Emmanuel Chain a été marié avec Catherine Joubert, une psychiatre, avant de se rapprocher un temps de Mazarine Pingeot, la fille de François Mitterrand. Il a aussi fréquenté l'animatrice de télévision Flavie Flament. Après dix ans de vie commune, il épouse, en décembre 2013, la réalisatrice Valérie Guignabodet qui décédera en février 2016.
Marié depuis 2022 avec Camille Gabella, il est devenu le père d’une petite fille cette même année[réf. souhaitée].

## Filmographie

### Cinéma
- 2001 : Les Rois mages : le présentateur TV